# Lac Vallot
Pour les articles homonymes, voir Vallot.
Le lac Vallot est un lac situé au centre de la Grande Terre des îles Kerguelen dans les Terres australes et antarctiques françaises (TAAF).

## Géographie

### Situation
Le lac Vallot est un lac proglaciaire, situé à 160 m d'altitude au centre de la Grande Terre et à l'est de la calotte Cook, résultant de la fonte et du recul du front du glacier Vallot. De forme très allongée, il fait environ 2,7 km de longueur et 800 m de largeur maximales, pour environ 1,3 km2 de superficie (qui est cependant très variable en raison des phases d'avancée et de recul du glacier).
Il est alimenté principalement par le vélage du glacier Vallot mais également par la fonte du glacier Dumont d'Urville alimentant les lacs Antarès (grand puis petit) se déversant, via leurs exutoires, dans le lac Vallot. Son émissaire situé à l'est est la rivière Danièle qui traverse la vallée éponyme et se jette dans l'océan Indien au niveau de la baie Irlandaise du golfe des Baleiniers.

### Toponymie
Le lac doit son nom à celui du glacier Vallot – attribué en 1961 par le glaciologue Albert Bauer et confirmé en 1967 par la commission de toponymie des îles Kerguelen pour rendre hommage au géographe et alpiniste Joseph Vallot et à son cousin l'ingénieur et cartographe Henri Vallot.